# Sztyca rowerowa

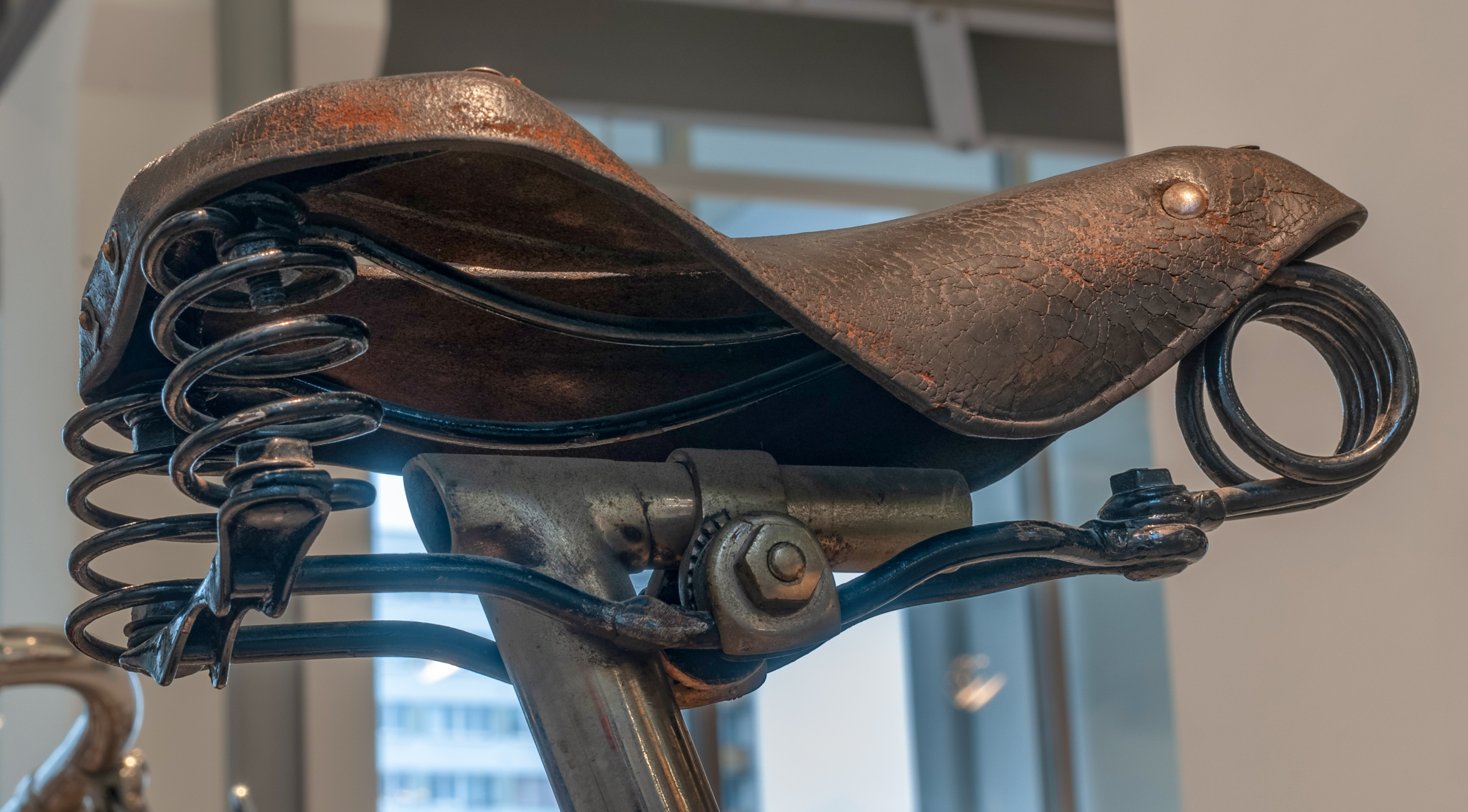
Laurin&Klement (1890)

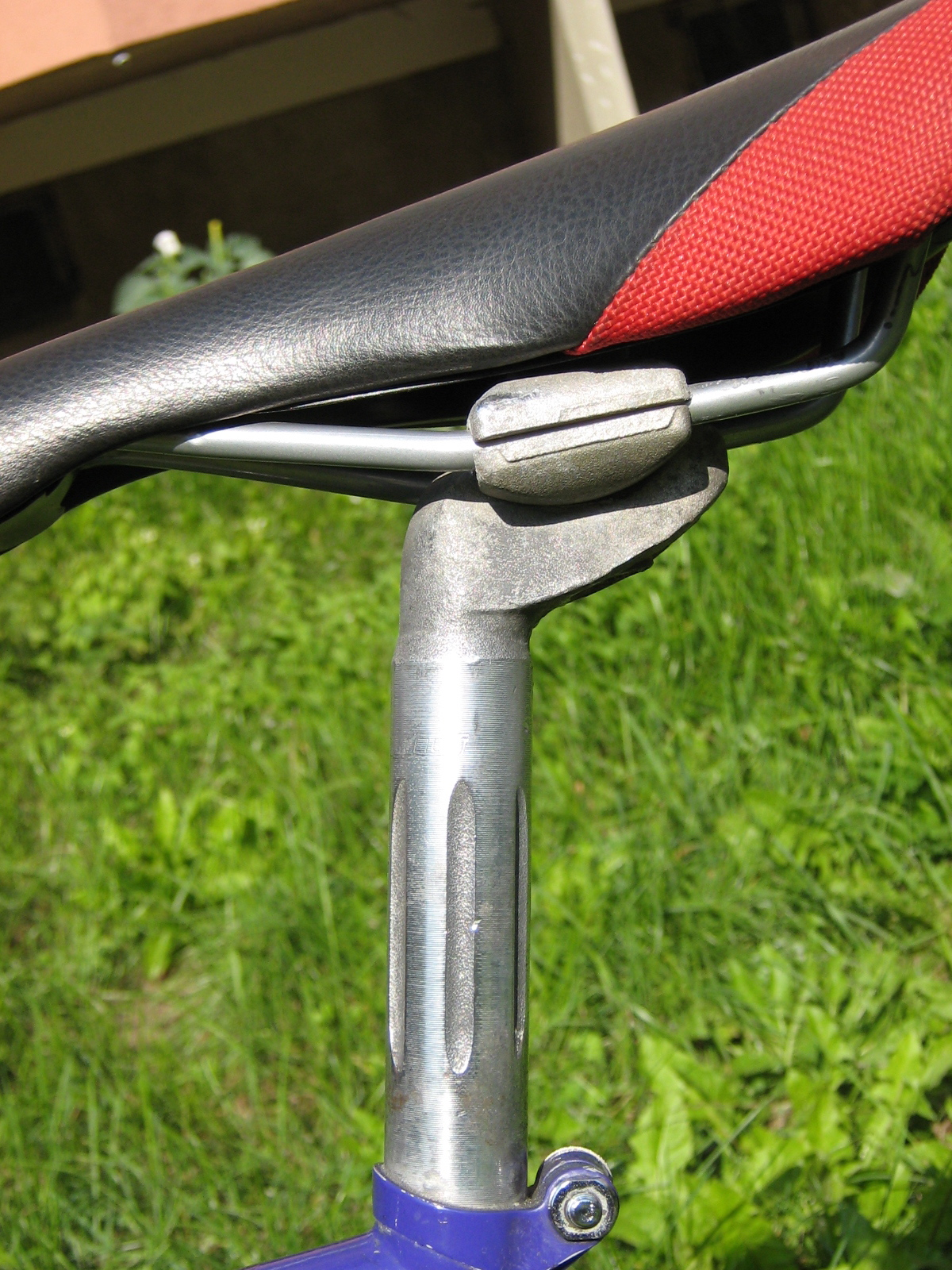
Sztyca aluminiowa z nowym typem mocowania siodełka

Sztyca podsiodłowa – wspornik siodełka umieszczony w ramie rowerowej, w postaci stalowej, aluminiowej lub karbonowej rury zakończonej tzw. „jarzmem”, do którego przykręcane jest siodło.
W nowoczesnej sztycy jarzmo jest integralnym jej elementem, ponieważ jest to jeden odlew lub część jarzma jest na stałe połączona z rurą sztycy (poprzez spaw, zgrzew lub wcisk). Nowszy typ mocowania siodełka w przeciwieństwie do starego jest znacznie mniej podatny na rozregulowanie.